# Pałac Działyńskich w Warszawie
Pałac Działyńskich – pałac znajdujący się przy al. „Solidarności” 74a w Warszawie.

## Historia
Pałac stoi na miejscu XVII-wiecznego dworu Leszczyńskich. W 1714 roku właścicielami tej posesji stali się Potoccy. Budynek został wzniesiony ok. 1740 dla architekta saskiego Jana Zygmunta Deybla. Początkowo pałac składał się z trzech oddzielnych pawilonów, które później połączono. Po Deyblu właścicielem pałacu był m.in. Wojciech Lobert, burmistrz Starej Warszawy. W latach 80. XIX wieku jego wnętrze i fasada zostały przebudowane w stylu neoklasycystycznym. W 1789 właścicielem pałacu został bankier Piotr Blank, zaś w latach 1790–1820 – Działyńscy. Ignacy Józef Działyński stworzył tu bibliotekę i zgromadził zbiory dzieł sztuki.
Przed wybuchem insurekcji kościuszkowskiej w pałacu spotykali się jej organizatorzy. W XIX wieku mieściła się tu loża masońska Wielkiego Wschodu Polski. Jeszcze dwukrotnie zmienili się właściciele, po czym, od 1823 roku, pałac zaczął należeć do gminy ewangelicko-reformowanej. Wtedy też, w 1828, utworzono w nim Szkołę Wojewódzką Praktyczno-Pedagogiczną, której rektorem został Tomasz Dziekoński. Uczęszczało do niej ok. 355 uczniów. W 1833 przekształcono ją w Drugie Gimnazjum w Warszawie (uczył się tam m.in. Karol Levittoux. W 1869 utworzono tam żeńską pensję Konradi.
W 1940 pałac wraz z kościołem, domem Dysydentów, Szpitalem Ewangelickim oraz kilkoma innymi budynkami przy ulicy Mylnej znalazł się w tzw. enklawie ewangelickiej – wyłączonym z getta obszarze połączonym z dzielnicą aryjską wąskim korytarzem prowadzącą przez zniszczoną w czasie obrony Warszawy we wrześniu 1939 posesję przy ulicy Przejazd 5.
Pałac został zniszczony podczas powstania warszawskiego w 1944. Odbudowano go po wojnie. Budynek stał się siedzibą Młodzieżowego Domu Kultury. 
W 1966 na szczytowej ścianie pałacu odsłonięto tablicę upamiętniająca Karola Levittoux ufundowaną przez Prezydium Stołecznej Rady Narodowej.
Budynek należy do parafii ewangelicko-reformowanej i jest wynajmowany jako powierzchnia biurowa.